# Dismodix tarsatoria
Dismodix tarsatoria là một loài tò vò trong họ Ichneumonidae.